# 나모시주
나모시주(Namosi Province)는 피지를 구성하는 14개 주 가운데 하나로 면적은 570km2이다. 인구는 7,871명(2017년 기준)로, 피지주 가운데 2번째로 작다. 행정 구역상으로는 중부구에 속한다. 피지에서 가장 큰 섬인 비치레부섬에 위치한 8개 주 가운데 하나이며 피지의 수도인 수바 서쪽에 위치한다. 주 안에는 수력 발전소가 들어서 있으며 구리가 생산된다.